# Anthela varia
Espèce
Anthela varia est une espèce de lépidoptères (papillons) de la famille des Anthelidae.
On le trouve dans les régions côtières du sud du Queensland, en Nouvelle-Galles du Sud et au Victoria en Australie.
La femelle peut atteindre une envergure de 90 mm.
Sa chenille se nourrit de Macadamia integrifolia et d'espèces d’Eucalyptus, de Grevillea et de Stenocarpus.

## Galerie

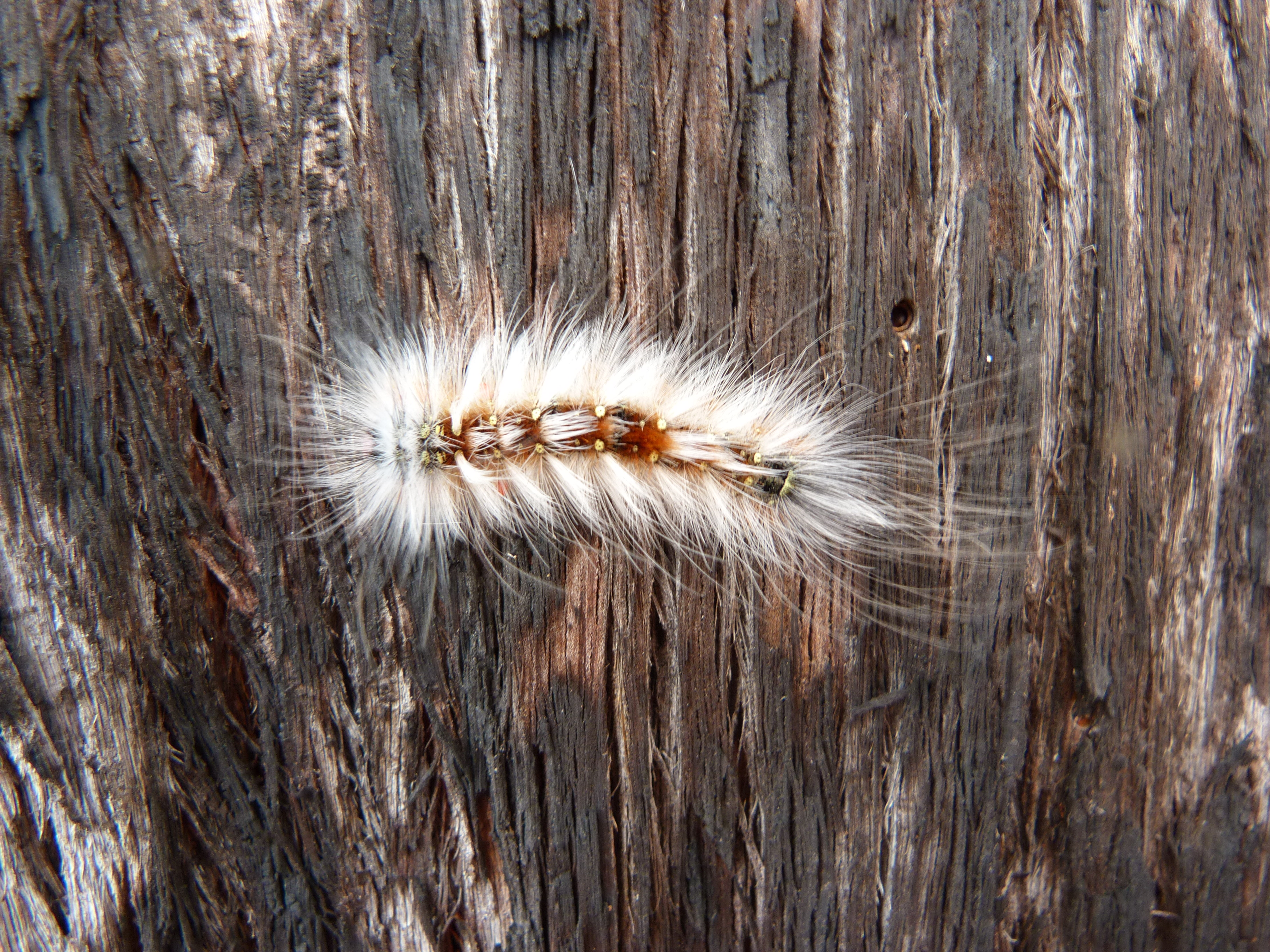
Chenille
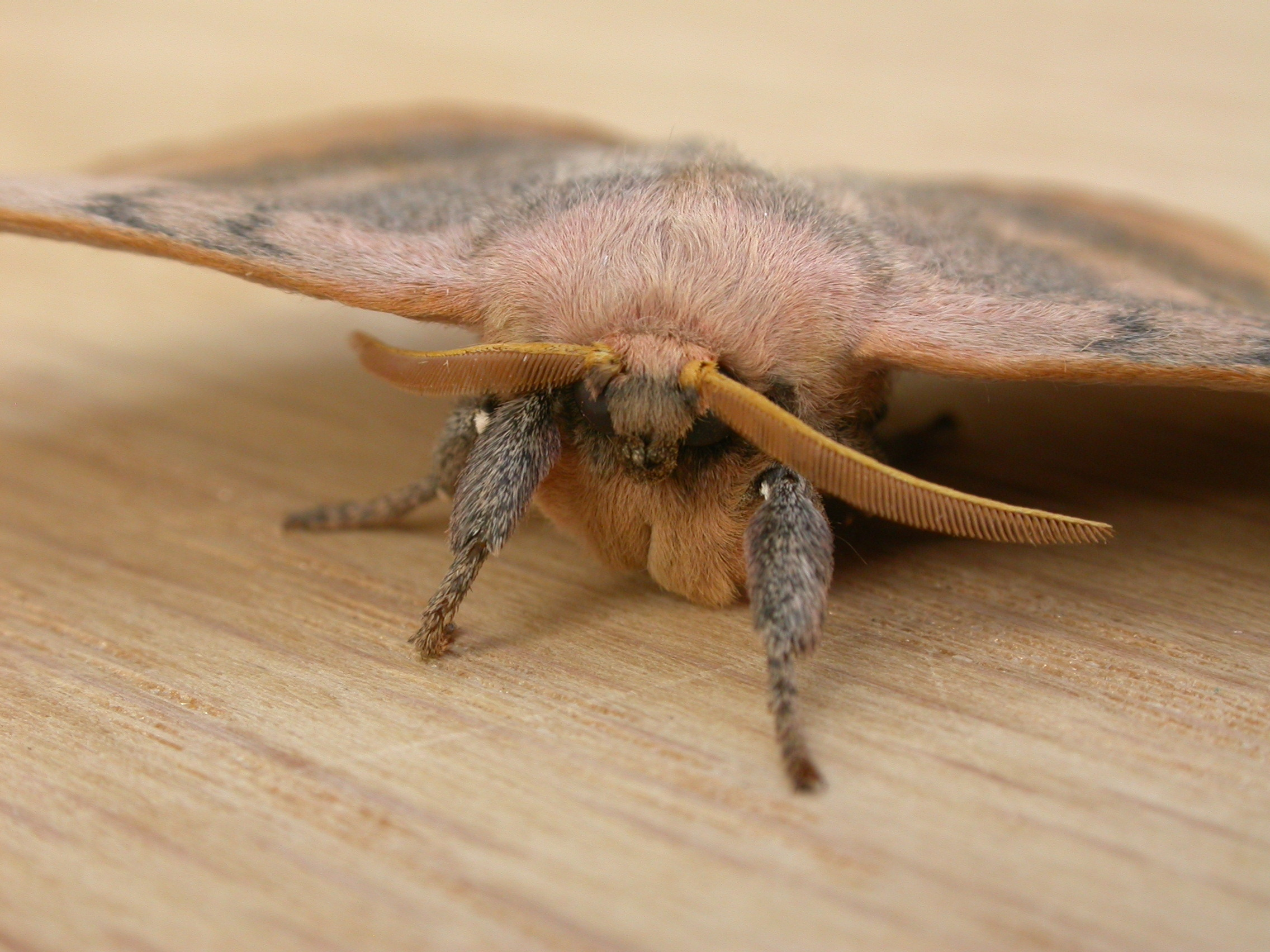